# Behrouz
Behrouz, Behrooz, Behrus ou Bihuroz (persan : بهروز) est un prénom masculin d'origine perse pouvant signifier « prospère ». 

## Personnalités portant ce prénom
- Behrouz Afagh, journaliste iranien
- Behrooz Astaneh (né en 1964), médecin iranien
- Behrouz Ataei, joueur puis entraîneur de volley-ball
- Behrouz Boochani (né en 1983), journaliste, écrivain, réalisateur et militant des droits de l'homme iranien d'origine kurde
- Behrouz Ghaemi, chanteur et auteur-compositeur iranien
- Behrouz Gharibpour (né en 1950), metteur en scène de théâtre iranien
- Behrouz Nikbin, scientifique iranien
- Behrouz Rahbarifar (né en 1971), footballeur iranien
- Behrouz Soltani (né en 1957), footballeur iranien
- Behrouz Souresrafil (né en 1951), journaliste iranien
- Behrouz Javid Tehrani, étudiant et dissident iranien, actuellement emprisonné
- Behrouz Vossoughi (né en 1938), acteur iranien